# بيت الاشرم (السدة)
بيت الاشرم محلة تابعة لقرية المعبر، التابعة لعزلة جبل عصام بمديرية السدة إحدى مديريات محافظة إب في الجمهورية اليمنية.، 
بيت الاشرم هم من مشايخ المنطقه ويتصفون بالرجولة والكرم وهم من الساده الهاشميين من آل البيت لكنهم لا يعجبهم التفاخر بلغ تعداد سكانها 66 حسب تعداد اليمن لعام 2004.
```
وفي عام 2014 88 وفي عام 2024 800 حيث بلغ عدد الذكور 500 وعدد الإناث 300
```